# Fish Lake (Whitehorse)
Der Fish Lake (englisch für „Fisch-See“), auch als Lu Zil Man bezeichnet, ist ein See im kanadischen Yukon-Territorium. Der See befindet sich im Stammesgebiet der Kwanlin Dun First Nation.

## Lage
Der 14 km² große See liegt 14 km südwestlich von Whitehorse auf einer Höhe von etwa 1120 m in einem von Gletschern geformten nach Norden ausgerichteten Tal. Er besitzt eine Länge von 11,5 km sowie eine maximale Breite von 1,8 km. Die mittlere Wassertiefe beträgt 16,5 m. Der Fish Lake wird über Fish Creek und Porter Creek vom nördlichen Seeende zum Yukon River hin entwässert. 4 km südöstlich des Sees erhebt sich der 2088 m hohe Mount Granger, 4 km westlich der Bonneville Peak sowie 11 km südwestlich der 2107 m hohe Vulkankegel des Ibex Mountain. Die „Fish Lake Road“ führt von Whitehorse zum nördlichen Seeufer.

## Seefauna
Im See kommen u. a. folgende Fischarten vor: Amerikanischer Seesaibling, Arktische Äsche und Prosopium cylindraceum (round whitefish). Die Heringsmaräne fehlt offenbar im Fish Lake. Die Amerikanischen Seesaiblinge im See sind kleinwüchsig und ernähren sich hauptsächlich von Insekten.